# Cr1TiKaL
Charles White Jr. (Tampa, Florida; 2 de agosto de 1994), conocido en internet como Cr1TiKaL, es un YouTuber,  transmisor en línea y cantante estadounidense. Se volvió popular a partir de sus videos de jugabilidad y comentario en su canal penguinz0. Además de su contenido de videojuegos, White también produce podcasts y música a su canal de YouTube y es coanfitrión de The Official Podcast.
White es copropietario de Human Media Group, una red que brinda servicios a creadores de contenido y animadores en línea. A julio de 2022, el canal de YouTube de White tiene más de 5.6 mil millones de reproducciones de video y casi 11 millones de suscriptores, mientras que su canal de Twitch tiene más de 4 millones de seguidores y más de 59 millones de reproducciones.

## Carrera en Youtube
White creó el canal de YouTube penguinz0 el 7 de mayo de 2007. El 5 de agosto subió su primer video, un gameplay de Gears of War. La audiencia de White se expandió rápidamente después de que subiera un video titulado "The Most Difficult Game Ever Created Gameplay and Commentary" donde comentó el juego de computadora Flash en línea QWOP y lo describió como "el juego más difícil que había jugado". El video ganó popularidad después de que el Youtuber Ray William Johnson lo revisara en su serie Equals Three, donde elogió el sentido del humor de White y sigue siendo uno de sus videos más vistos. En 2012, White comenzó la serie The Real Series, donde parodia infomerciales.
White subió su primer video mostrando su rostro en cámara el 5 de marzo de 2017. Tiffany Kelly de The Daily Dot escribió que White es reconocido por su "comentario sarcástico". En febrero de 2016, The Guardian incluyó su reacción en video a la controversia en torno a React World de los Fine Brothers en su cobertura del tema. En la década de 2010, los videos de comentarios de White fueron citados por medios de comunicación como discurso sobre las políticas de YouTube y su relación con la libertad de expresión.

## Otras actividades
En 2018, White comenzó a realizar transmisiones en Twitch. La popularidad de White aumentó en el sitio a partir de sus transmisiones de ajedrez y el videojuego Among Us con usuarios populares de la plataforma como Pokimane y la política estadounidense Alexandria Ocasio-Cortez.
Junto con Troy McKubre, White formó un dúo musical llamado The Gentle Men. El dúo comenzó a grabar en 2019 con su sencillo debut y video musical "2019 Guy". Lanzaron cinco sencillos más en 2020. El dúo lanzó su álbum de estudio debut, The Evolution of Tears, el 5 de septiembre de 2021.
En 2019, White cofundó Human Media Group, una red estadounidense que ofrece acuerdos de marca y equipos legales a los creadores de contenido en línea.
El 5 de julio de 2021, White anunció el lanzamiento de una serie de novelas gráficas titulada GODSLAP, que escribió con la autora Stephanie Phillips y el artista Ricardo Jaime, y que será publicada por Meatier Productions. White expresó interés en la expansión de la serie más allá de los cómics e insinuó la producción de una adaptación animada.
El 11 de agosto de 2021, White anunció una nueva organización de deportes electrónicos llamada Moist Esports. El jugador de Super Smash Bros. Kolawole "Kola" Aideyan se convirtió en el primer jugador en unirse y ganó un torneo con el nombre "Moist Kola".